# Mark L. Taylor
Mark L. Taylor est un acteur américain, né le 25 octobre 1950 à Syracuse (État de New York).

## Filmographie
- 1977 : Terraces (TV)
- 1977 : Damnation Alley : Haskins
- 1978 : Le Fantôme du vol 401 (The Ghost of Flight 401) (TV) : Ron Smith
- 1979 : No Other Love (TV) : Mark
- 1979 : Mort au combat (Friendly Fire) (TV) : Capt. Bannock
- 1980 : To Race the Wind (TV) : Ben Chase
- 1980 : Serial : Cult Member 1
- 1980 : La Guerre des abîmes (Raise the Titanic) de Jerry Jameson : Spence
- 1980 : Ça va cogner (Any Which Way You Can) : Desk Clerk
- 1979 : House Calls (série télévisée) : Conrad Peckler (1980-1982)
- 1983 : Dempsey (TV) : Price
- 1984 : V : La Bataille finale (feuilleton TV) : Dr. Fred King
- 1984 : Le Défi des gobots (Challenge of the GoBots) (série télévisée) : Additional Voices (voix)
- 1984 : SuperFriends: The Legendary Super Powers Show (en) (série télévisée) : Firestorm (Ronald Raymond)
- 1984 : The Ratings Game (TV) : Ken
- 1985 : Sins of the Father (TV) : Ted
- 1985 : Alfred Hitchcock présente (TV) : Darlene's Father (segment Bang! Your're Dead!)
- 1985 : Malice in Wonderland (TV) : Howard Strickling
- 1986 : The Super Powers Team: Galactic Guardians (en) (série télévisée) : Firestorm (Ronald Raymond) (voix)
- 1986 : Weekend Warriors : Captain Cabot
- 1986 : Ask Max (TV) : Braff
- 1987 : Angel Heart : Voodoo Dancer
- 1987 : L'Aventure intérieure (Innerspace) : Dr. Niles
- 1987 : Born in East L.A. : TV evangelist
- 1988 : Drôles de confidences : 2nd Assistant Director
- 1989 : Mergers & Acquisitions de Remi Aubuchon : Gavin Richman
- 1989 : Chérie, j'ai rétréci les gosses (Honey, I Shrunk the Kids) : Donald 'Don' Forrester
- 1990 : Where Pigeons Go to Die (TV) : Dick Jason
- 1990 : Super Baloo (TaleSpin) (série télévisée) : Douglas Dougie Benson (voix)
- 1990 : Arachnophobie (Arachnophobia) : Jerry Manley
- 1991 : Meurtre au 101 (Murder 101) (TV) : Henry Potter
- 1991 : Myster Mask (Darkwing Duck) (série télévisée) : Additional Voices (voix)
- 1992 : Mastergate (TV) : Foster Child
- 1993 : Flashfire : Curt
- 1993 : L'Incroyable Voyage (''Homeward Bound: The Incredible Journey) : Officer Kirkwood
- 1994 : Secret Sins of the Father (TV) : Morris Fleming
- 1994 : Runaway Daughters (TV) : Recruiting Officer
- 1995 : The Mask (The Mask) (série télévisée) : Charlie Schumaker (voix)
- 1995 : Jury Duty : Russell Cadbury
- 1995 : From the Mixed-Up Files of Mrs. Basil E. Frankweiler (TV) : Ralph Kincaid
- 1995 : Les Histoires farfelues de Félix le Chat (The Twisted Adventures of Felix the Cat) (série télévisée) : Additional Voices (voix)
- 1996 : Crosstown (TV)
- 1996 : A Case for Life (TV)
- 1997 : Voici Wally Sparks (en) (Meet Wally Sparks) de Peter Baldwin : Harvey Bishop
- 1997 : Voisine de cœur (Eight Days a Week) : Peter's Father
- 1998 : Two Weeks Later : Stock Boy
- 1998 : Minus et Cortex (Pinky and the Brain) : voix (1 épisode)
- 1999 : The Adventures of Young Indiana Jones: Spring Break Adventure (vidéo) : Professor Thompson
- 2000 : Mon clone et moi (The Other Me) (TV) : Dad
- 2000 : Sabrina, l'apprentie sorcière (Sabrina, the Teenage Witch) (1 épisode)
- 2001 : Last Ride : Dave's Dad
- 2002 : Chauve-souris, la vengeance carnivore (Fangs) : Prof. Arthur Fuller
- 2003 : Eddie's Million Dollar Cook-Off (TV) : Hank Ogden
- 2004 : Summerland : le patron de Johnny : Ed
- 2007 : High School Musical 2 : M. Fulton
- 2007 : Saving Grace (TV) : Henry Silver